# Cider tax
La Cider tax del 1763 è stata un'imposta proposta dal governo britannico di Lord Bute per tassare la produzione di sidro.

## Contesto
All'inizio degli anni '60 del XVIII secolo, a seguito del coinvolgimento della Gran Bretagna nella guerra dei sette anni, il debito pubblico britannico aveva raggiunto livelli elevatissimi.
Il primo ministro Lord Bute propose dunque una tassa di 4 scellini su ogni barilotto di sidro prodotto scatenando una durissima reazione da parte dei produttori soprattutto nella West Country, collegio nel quale erano stati eletti molti parlamentari. Le proteste contro la tassa si diffusero e scoppiarono delle rivolte che costrinsero Lord Bute a dimettersi.
Il suo successore George Grenville tuttavia confermò la tassa e nel febbraio 1764 riuscì ad impedire un tentativo dell'opposizione di chiederne l'abrogazione.